# Goezia ascaroides
Goezia ascaroides is een rondwormensoort uit de familie van de Anisakidae. De wetenschappelijke naam van de soort is voor het eerst geldig gepubliceerd in 1782 door Goeze.